# Thérèse Raquin
Thérèse Raquin (1867) este al treilea roman publicat de Émile Zola. Cartea este considerată de mulți prima mare operă a lui Zola. Thérèse Raquin este povestea unei tinere femei măritate cu vărul ei primar de o mătușă autoritară, care pare bine-intenționată, dar este de multe ori egoistă. În prefață, Zola explică că scopul lui a fost să studieze "temperamente și nu personaje", astfel încât romanul să devină un studiu științific. Datorită acestei atitudini detașate și științifice, Thérèse Raquin este considerat un exemplu al curentului naturalist.

## Adaptări
- 1928 Thérèse Raquin, regia Jacques Feyder
- 1953 Thérèse Raquin, regia Marcel Carné
- 2009 Setea (Bakjwi), regia Park Chan-wook
- 2013 In Secret, regia Charlie Stratton

## Muzică
- 2001 Thérèse Raquin operă, muzica de Tobias Picker, libretul de Gene Scheer
- 2001 Thou Shalt Not (muzical)

## Vezi și
- 1867 în literatură
- 1873 în literatură